# 伊藤歌奈子
伊藤 歌奈子（いとう かなこ、1985年1月21日 - ）は、日本の女性声優。岐阜県出身。

## 人物
A&Gアカデミー卒業。
2011年3月までマウスプロモーションに所属していた。
方言は名古屋弁、岐阜弁、三重弁、関西弁。
趣味・特技はドラム、ダンス。

## 出演作品

### テレビアニメ
- レベッカボンボン

### ゲーム
- モンスターハンター3

### 吹き替え
- 恋愛兵法

### ラジオ
- 文化放送「まみことよーこのお・ま・た・ん?!」（キャンディ（レギュラー））
- Webラジオ「マウス情報局」（パーソナリティー）

### ナレーション
- 映画「手紙」（試写会案内CMナレーション）

### 舞台
- 宇宙食堂
- 月面半魚人
- 銀河系ホームレス
- 第5回本公演 手塚治虫生誕80周年記念 銀と赤のきおく